# Louis Guilloux
Louis Guilloux (Saint-Brieuc, 15 de enero de 1899 - 14 de octubre de 1980) fue un escritor francés.

## Biografía
Como el propio Guilloux ha relatado en La Casa del Pueblo (La Maison du Peuple, 1927), su padre era zapatero y activo militante socialista. En el instituto fue alumno del filósofo Georges Palante, en el que se inspiraría para crear el personaje de Cripure, héroe patético de la novela Sangre negra (Sang Noir, 1935) que suele ser considerada su obra maestra. También tuvo como compañero a Jean Grenier.
Guilloux tuvo varios oficios (entre ellos el de periodista, en L'Intransigeant) y se casó en 1924. En 1927 publicó La Casa del Pueblo y en 1935 Sangre negra. Además tradujo la novela Home to Harlem, de Claude McKay, un autor afroamericano que publicó en 1932 con el título Ghetto Noir.
En 1927 firmó junto a otros intelectuales comprometidos la declaración, aparecida el 15 de abril en la revista Europa, contra la ley de organización general de la nación para el estado de guerra, una ley que abolía la independencia intelectual y la libertad de expresión.
Fue secretario del Primer Congreso Mundial de Escritores Antifascistas, celebrado en 1935, y responsable del Socorro Rojo Internacional (después conocido como Socorro Popular), que se ocupaba de ayudar a los refugiados de la Alemania hitleriana y a los republicanos españoles.
Acompañó a André Gide en su famoso viaje a la URSS (1936), pero rehusó escribir su propio Regreso de la URSS. Con El pan de los sueños (Le Pain des Rêves), escrito durante la ocupación alemana, obtuvo el Premio de novela popular en 1942.
Guilloux tuvo amistad con muchos otros escritores, entre los que destacan Albert Camus, André Malraux o Jean Guéhenno. En 1949 recibió el premio Renaudot por Le Jeu de Patience y, en 1967 , por el conjunto de su obra, el Gran Premio Nacional de las Letras Francesas.

## Adaptación televisiva
- Sang noir ha sido adaptada en 2007 para la televisión por Peter Kassowitz en una producción de BFC (Françoise Castro).